# Hypoestes chloroclada
Hypoestes chloroclada är en akantusväxtart som beskrevs av John Gilbert Baker. Hypoestes chloroclada ingår i släktet Hypoestes och familjen akantusväxter. Inga underarter finns listade i Catalogue of Life.